# Mesfouf
Le mesfouf (مسفوف mesfuf), ou masfouf, appelé thameqfoult en région kabyle, est une variante de couscous à base de semoule roulée finement et de beurre, généralement accompagnée de petits pois ou de raisins secs. Il en existe de nombreuses variations salées ou sucrées dont certaines sont servies comme entremets ou pâtisseries.
Le mesfouf est répandu en Algérie et en Tunisie. Comme plat salé, il est plus léger que les couscous aux légumes et à la viande. Il est souvent consommé au dîner ou en fin de repas. Dans ses versions sucrées, il est couramment servi à l'occasion des fêtes traditionnelles ou des repas de famille. Il est de coutume d'en servir pendant le mois de ramadan.

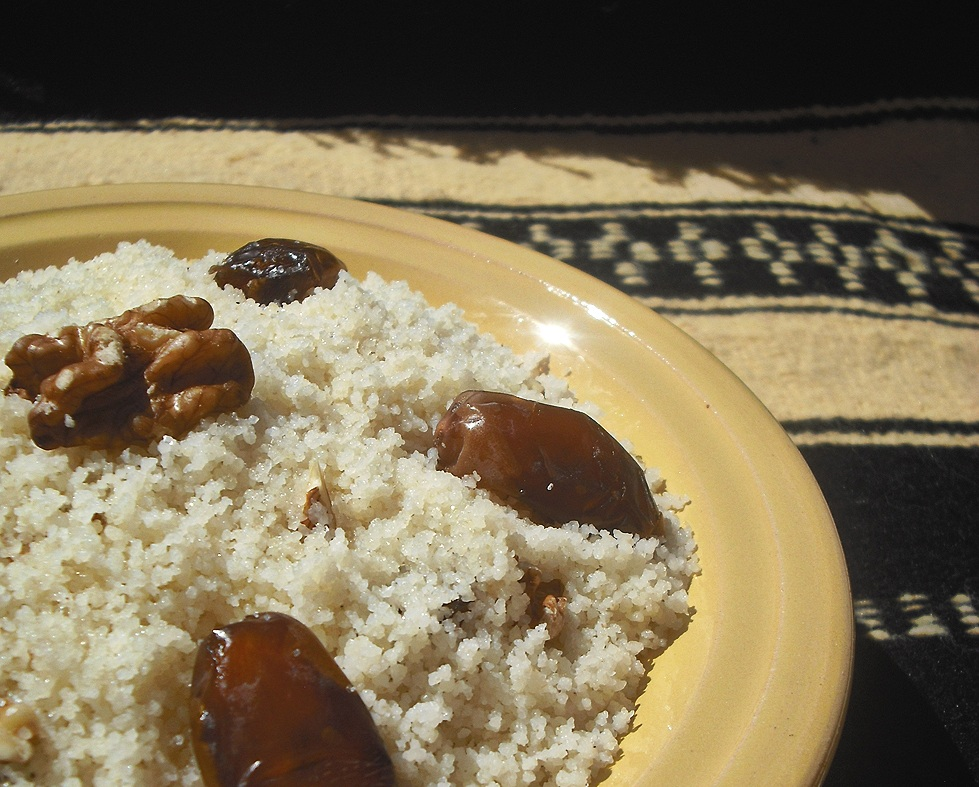
Mesfouf algérien.

Il existe de nombreuses recettes locales et familiales : en Algérie par exemple, il peut être servi comme plat principal, à base de petits pois ou de fèves, éventuellement accompagné de petit-lait, de lait caillé ou de yaourt ; le mesfouf de Djerba en Tunisie est épicé, souvent accompagné de poivrons et de piments marinés dans l'huile d'olive, d'herbes et de viande séchée. Dans le nord du pays, il est sucré et servi comme entremets ou pâtisserie.
En belles saisons (printemps et été), il peut être accommodé avec diverses herbes aromatiques (fenouil, ail, jeunes oignons, lavande, etc.), ou accompagné de fruits frais (raisin, pulpe ou jus d'orange ou de grenade).
Les versions sucrées sont très souvent garnies de raisins secs, mais aussi de dattes, de fruits secs (noix, amandes, pignons de pin, pistaches, etc.) ou de fruits confits. Elles peuvent être parfumées à la cannelle ou à l'eau de fleur d'oranger. Le miel remplace parfois le sucre. On les décore parfois avec des dragées ou de la pâte d'amande.